# Speea
Speea (лат.) — олиготипный род цветковых растений семейства Амариллисовые (Amaryllidaceae).
Род впервые выделен немецким ботаником Людвигом Эдуардом Теодором Лёзенером в 1927 году и назван в честь вице-адмирала Максимилиана фон Шпее.

## Систематика
В состав рода входят два вида растений:
- Speea humilis (Phil.) Loes. ex K.Krause
- Speea triloba Ravenna

Некоторые источники выделяют всего один вид — Speea humilis.

## Распространение, общая характеристика
Оба вида являются эндемиками Чили.
Луковицы удлинённые.
Листья острые, линейные.
Соцветие с 1—3, реже четырьмя цветками.
Плод — трёхгранная коробочка, с несколькими семенами.
Как и у ряда других представителей трибы Gilliesieae, для представителей Speea характерна арбускулярная микориза.